# كيم إيفانز
كيم إيفانز (بالإنجليزية: Kim Evans)‏ هي صانعة أفلام بريطانية، ولدت في 1951.